# Grand Prix Włoch 1921

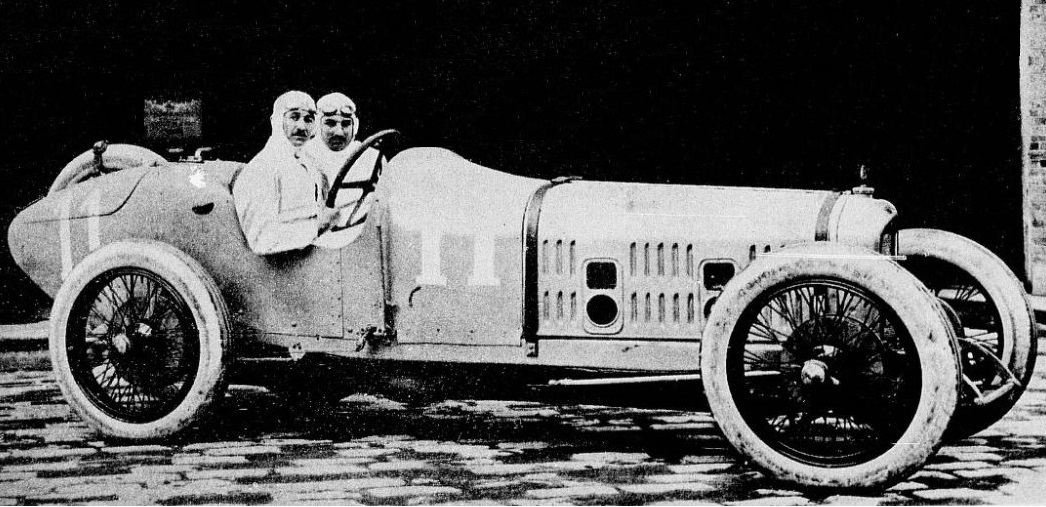
Jules Goux podczas Grand Prix Włoch 1921

Grand Prix Włoch 1921 (oryg. I Gran Premio d'Italia) – jeden z wyścigów Grand Prix rozegranych w 1921 roku oraz drugi spośród tzw. Grandes Épreuves.

## Lista startowa
| Nr | Kierowca       | Zespół                | Samochód  | Silnik |   |
| -- | -------------- | --------------------- | --------- | ------ | - |
| 2  | Louis Wagner   | Fiat SpA              | Fiat 802  |        | ? |
| 4  | Ralph DePalma  | Etablissements Ballot | Ballot 3L |        | ? |
| 6  | Pietro Bordino | Fiat SpA              | Fiat 802  |        | ? |
| 8  | Jean Chassagne | Etablissements Ballot | Ballot 3L |        | ? |
| 10 | Ugo Sivocci    | Fiat SpA              | Fiat 802  |        | ? |
| 11 | Jules Goux     | Etablissements Ballot | Ballot 3L |        | ? |
| Nr | Kierowca       | Zespół                | Samochód  | Silnik |   |

## Wyniki

### Wyścig
Źródło: formula1results.co.za
| P                 | + / – | Nr | Kierowca       | Konstruktor | Okr. | Czas / Strata      | Komentarz |
| ----------------- | ----- | -- | -------------- | ----------- | ---- | ------------------ | --------- |
| 1                 | 5     | 11 | Jules Goux     | Ballot      | 30   | 3:35:09            |           |
| 2                 | 2     | 8  | Jean Chassagne | Ballot      | 30   | +0:05:43           |           |
| 3                 | 2     | 2  | Louis Wagner   | Fiat        | 30   | +0:10:24           |           |
| Niesklasyfikowani |       |    |                |             |      |                    |           |
|                   |       | 4  | Ralph DePalma  | Ballot      | 21   | Awaria mechaniczna |           |
|                   |       | 10 | Ugo Sivocci    | Fiat        | 18   | Silnik             |           |
|                   |       | 6  | Pietro Bordino | Fiat        | 16   | Magneto            |           |
| P                 | + / – | Nr | Kierowca       | Konstruktor | Okr. | Czas / Strata      | Komentarz |

### Najszybsze okrążenie
Źródło: teamdan.com
| Nr | Kierowca       | Konstruktor | Czas   | Okr. |
| -- | -------------- | ----------- | ------ | ---- |
| 6  | Pietro Bordino | Fiat        | 6:54,2 |      |